# Бісса
Бі́сса, справжня каретта (Eretmochelys imbricata, Chelonia imbricata) — черепаха родини морських черепах. Інша назва «черепаха Хоксбіла». Довжина панцира до 75, як виняток — до 85 см. Верхня щелепа дзьобоподібно загнута, пластинки спинного панцира розташовані черепицеподібно. Поширена в усіх тропічних і субтропічних морях. На сушу виходить лише для відкладання яєць, яких самиця за сезон відкладає до 100 шт. Живиться бісса переважно молюсками й рибою. До винайдення пластмас рогові пластинки панцира бісси високо цінились як матеріал для виготовлення галантерейних виробів, що спричинилося до інтенсивного її винищення.

## Опис
Бісса належить до розряду малих морських черепах, середня маса яких рідко перевищує 45 кг, а довжина панцира — 85 см. Зустрічаються і великі екземпляри масою 55 кг (рекорд 86 кг), з довжиною панцира 55-95 см (рекорд 114 см). За зовнішнім виглядом бісса схожа на зелену черепаху, але помітно поступається тій в розмірах. Свою латинську назву (imbricata) вона отримала завдяки особливій будові панцира, при якому щитки карапакса помітно налягають один на одного. Це особливо помітно у молодих тварин, з віком пластини встають по місцях. Бісс називають гачконосими черепахами завдяки верхній щелепі, що виступає вперед над нижньою, зубець на ній має форму гака. Карапакс (верхній щиток панцира) темно-зелений або коричневий — у молодих черепах, у дорослих — темно-бурий або каштановий з жовтим або рожевим візерунком з плям і променів; пластрон (нижній щиток) жовтий. На передніх ластах по 2 кігті.

## Спосіб життя

### Розмноження

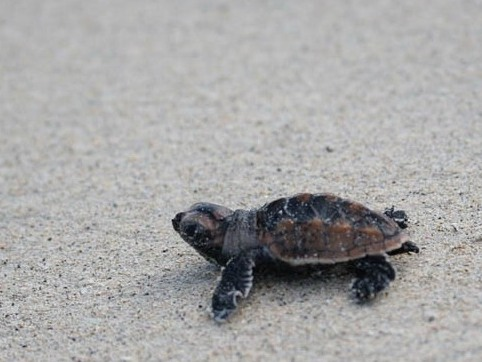
Новонароджена бісса

Бісси розмножуються, подібно іншим черепахам, виходячи на сушу тільки для того, щоб відкласти яйця. Іншу частину життя вони проводять у воді. Самиця виходить на низький піщаний берег і вириває гніздову ямку в піску неподалік від води, куди і відкладає яйця. Зробивши кладку, вона повертається в море. У кладці може бути від декількох десятків до 200 і більше кулястих яєць, покритих шкірястою оболонкою — це залежить від розмірів самки. Процес інкубації триває близько 60 діб.

## У нумізматиці
Монетний двір Австралії (м. Перт) у червні 2011 року представив першу з п'яти монет «Черепаха Хоксбілла» серії «Морська життя Австралії II — Риф».
На аверсі зображено портрет Її Величності Королеви Єлизавети II роботи Яна Бродлі, номінал і рік випуску. Реверс представляє у всій красі цю черепаху, занесену до Червоної книги. Навколо кольорового зображення черепахи є написи: «AUSTRALIAN SEA LIFE II — THE REEF» і «HAWKSBILL TURTLE».
Монета номіналом 50 центів викарбувана зі срібла 999-ї проби, має вагу 15,591 г, діаметр 36,60 мм, товщину 2,3 мм. Дизайнер: Wade Robinson. Тираж — 10 000 шт.